# هيرتا هوبر
هيرتا هوبر (بالألمانية: Herta Huber)‏ (و. 1926  م) هي شاعرة، وكاتِبة ألمانية.